# Herochroma baba
Herochroma baba är en fjärilsart som beskrevs av Swinhoe 1932. Herochroma baba ingår i släktet Herochroma och familjen mätare. Inga underarter finns listade i Catalogue of Life.